# União das Freguesias de Talhinhas e Bagueixe
Die União das Freguesias de Talhinhas e Bagueixe ist eine portugiesische Gemeinde (Freguesia) im Kreis (Concelho) Macedo de Cavaleiros, Distrikt Bragança, im Nordosten Portugals.

## Geschichte
Die Gemeinde entstand im Zuge der Gebietsreform vom 29. September 2013 durch die Zusammenlegung der ehemaligen Gemeinden Talhinhas und Bagueixe.
Gralhós wurde Sitz der neuen Verwaltung.

## Demographie
| Freguesia | Freguesia            | Freguesia | Freguesia       | ehemalige Freguesias | ehemalige Freguesias | ehemalige Freguesias | ehemalige Freguesias |
| --------- | -------------------- | --------- | --------------- | -------------------- | -------------------- | -------------------- | -------------------- |
| Wappen    | Freguesia            | Einwohner | Fläche in (km²) | Wappen               | Freguesia            | Einwohner            | Fläche in (km²)      |
|           | Talhinhas e Bagueixe | 262       | 35,25           |                      | Talhinhas            | 175                  | 25,5                 |
|           | Talhinhas e Bagueixe | 262       | 35,25           | Bagueixe             | 153                  | 9,76                 |                      |